# Associazione Sportiva Canelli
L'Associazione Sportiva Dilettantistica Calcio Canelli, meglio noto come ASDC Canelli, è una società calcistica italiana con sede nella città di Canelli (AT).

## Data societari
Fondata nel 1922, milita, attualmente, nel girone D del campionato di Promozione Piemonte - Valle d'Aosta. Il suo campo di gioco è lo Stadio "Piero Sardi" di Canelli (600 posti) e i colori sociali sono il bianco e l'azzurro.
I migliori risultati agonistici societari ottenuti di sempre, sono le partecipazioni, nella stagione 1947-1948, al campionato di Serie C.

## Palmarès

### Competizioni regionali
- Eccellenza: 1

2005-2006 (girone A)
- Prima Categoria: 3

1967-1968 (girone B), 1983-1984 (girone F), 1996-1997 (girone H)
- Coppa Italia Dilettanti Piemonte-Valle d'Aosta: 1

2018-2019
- Campionato Regionale Juniores: 1

2015-2016 (girone H). Qualificata alle fasi finali del campionato regionale di categoria.

## Statistiche

### Partecipazione ai campionati
| Categoria  | Partecipazioni | Debutto   | Ultima stagione |
| ---------- | -------------- | --------- | --------------- |
| C          | 1              | 1947-1948 | ?               |
| D          | 10             | 1968-1969 | 2006-2007       |
| Eccellenza | 9              | 1992-1993 | 2019-2020       |
| Promozione | 9              | 1993-1994 | 2017-2018       |

- Aggiornata in base alla cronologia (parziale) della squadra

## Giocatori famosi che militano o hanno militato nel Canelli
Giocatori:
- Diego Fuser ex nazionale, Torino, Milan, Fiorentina, Lazio e Parma. Ha disputato, fino al dicembre 2009, parte del torneo, dopo aver militato già in precedenza per cinque anni, dal 2003 al 2008.
- Gianluigi Lentini anch'egli ex nazionale italiana oltre che Torino, Milan e Atalanta.
- Ezio Bertuzzo poi in serie A all'Atalanta.
- Enzo Scaini a Canelli negli anni settanta, successivamente ha militato nel Lanerossi Vicenza nel Verona Hellas e nel Perugia. Prematuramente scomparso in seguito ad un banale intervento chirurgico.
- Franco Nodari
- Corrado Marmo ha militato nell'Atalanta di Prandelli e Tavola ma anche di un giovanissimo Cabrini.
- Roberto Bocchino ha militato nella Sampdoria di Vialli e Mancini come portiere di riserva
- Giovanni Picat Re ha militato nel Messina, nel Catania e nel Lecce